# TRAUMATIC 極東探偵団
『TRAUMATIC 極東探偵団』（トラマティック きょくとうたんていだん）は、日本のギタリストである高中正義が1985年7月21日にリリースした12枚目のオリジナルアルバムである。

## 解説
Kitty Recordsから東芝EMI内のレーベル『EASTWORLD』へ移籍後初のオリジナルアルバムである。
日本のほかに、アメリカでも『TRAUMATIC』のタイトルでリリースされた。

## 批評
『CDジャーナル』は、「ニューヨークでの録音で、気分一心といったところ。ボーカルや語りの入った曲もあり、ギター・サウンドだけでアルバム全部を聞かせるにはちょいとつらいだけに、細工をしている。」と批評した。

## 収録曲

### A面
| 全作曲: 高中正義、全編曲: 高中正義・新川博。 |                      |            |            |      |
| #                                            | タイトル             | 作詞       | 作曲・編曲 | 時間 |
| 1.                                           | 「TEASER」           | Jeff Brown | 高中正義   | 4:54 |
| 2.                                           | 「CHINA」            | Jeff Brown | 高中正義   | 5:12 |
| 3.                                           | 「THE LINE IS BUSY」 |            | 高中正義   | 5:04 |
| 4.                                           | 「渚・モデラート」   | リリカ新里 | 高中正義   | 4:43 |
| 合計時間:                                    | 合計時間:            | 合計時間:  | 19:53      |      |

### B面
| 全作曲: 高中正義、全編曲: 高中正義・新川博。 |                           |            |            |      |
| #                                            | タイトル                  | 作詞       | 作曲・編曲 | 時間 |
| 1.                                           | 「TRAUMATIC」             |            | 高中正義   | 4:23 |
| 2.                                           | 「JACKIE'S TRAIL」        | Jeff Brown | 高中正義   | 4:25 |
| 3.                                           | 「CHASE」                 |            | 高中正義   | 4:14 |
| 4.                                           | 「STRUTTIN' ON BROADWAY」 | Jeff Brown | 高中正義   | 3:02 |
| 5.                                           | 「LAGOON MUSIC」          |            | 高中正義   | 4:57 |
| 合計時間:                                    | 合計時間:                 | 合計時間:  | 21:01      |      |

## 楽曲解説

### A面
1. TEASER
  - カナダ限定で12インチシングルとしてシングルカットされた[5]。
2. CHINA
  - コーラスに矢野顕子と松任谷由実が参加している。1985年6月21日に12インチシングルとしてシングルカットされ[6]、翌1986年3月31日に、映画『霊幻道士』のテーマソングに起用されたのを機に7インチレコードとして再リリースされた。
3. THE LINE IS BUSY
4. 渚・モデラート
  - 先行シングル。薬師丸ひろ子が出演した東芝ビデオ「ビュースター」CMソング。

### B面
1. TRAUMATIC
  - アルバムタイトル曲。曲中のナレーションを女優の岸田今日子が担当している。
2. JACKIE'S TRAIL
  - 7インチレコード盤「CHINA」のB面曲。
  - 香港の俳優であるジャッキー・チェンが、今野雄二による日本語歌詞を新たにつけ「CHINA BLUE」のタイトルでカバー。1985年に公開された映画『ファースト・ミッション』の日本語版挿入歌に起用された。同年8月25日に発売されたシングル「TOKYO SATURDAY NIGHT」のB面および同日発売のアルバム『The Boy's Life』に収録[7]。
3. CHASE
  - シングル「渚・モデラート」のB面曲。
4. STRUTTIN' ON BROADWAY
5. LAGOON MUSIC
  - カナダ限定12インチシングル「TEASER」のB面曲[5]。

## 参加ミュージシャン
- (Plays) Electric and Acoustic Guitar/(Programmed) RX-11, DMX, DAX, Linn, Simmons, OB-8, Xpander：高中正義
- Electric and Acoustic Piano, DX-7, P.P.G Wave 2,3, Kurzweil, Prophet-5, Emulator-II：新川博
  - Additional Tams(Side-A,#1)：青山純
  - Percussion(Side-A:#2,#4/Side-B:#2,#5)：斉藤ノブ, 浜口茂外也
  - Saxophone(Side-B:#1)：Jake H. Concepcion
  - Strings(Side-A:#2,#4)：中西俊博(Concert Master)
  - Background Vocals and Voices：Billy T. Scott, Rickie C. Mangum, Eunice Peterson, Jamillah Muhammad, Robyn Sansone, Eve, 平塚文子
  - Rap：Billy T. Scott, Rickie C. Mangum
  - Narration(Side-B:#1)：岸田今日子
  - Trumpet Solo：Tom Browne
  - Guest Vocals(Side-A,#2)：松任谷由実, 矢野顕子